# Espaon
Espaon är en kommun i departementet Gers i regionen Occitanien i sydvästra Frankrike. Kommunen ligger i kantonen Lombez som tillhör arrondissementet Auch. År 2022 hade Espaon 186 invånare.

## Befolkningsutveckling
Antalet invånare i kommunen Espaon
Referens:INSEE